# Mordellistena confinis
Mordellistena confinis là một loài bọ cánh cứng trong họ Mordellidae. Loài này được Costa miêu tả khoa học năm 1854.